# Bouvardia xestosperma
Bouvardia xestosperma är en måreväxtart som först beskrevs av Benjamin Lincoln Robinson och Jesse More Greenman, och fick sitt nu gällande namn av Edward Everett Terrell och Stephen D. Koch. Bouvardia xestosperma ingår i släktet Bouvardia och familjen måreväxter. Inga underarter finns listade i Catalogue of Life.